# Provinz Westflandern
Westflandern (niederländisch West-Vlaanderenⓘ, westflämisch West-Vloandern) ist eine Provinz Belgiens. Sie liegt im Westen der Region Flandern, zu der auch die Provinz Ostflandern gehört. Die heutigen Grenzen der Provinz Westflandern wurden nach der Belgischen Revolution 1831 festgelegt und entsprechen im Wesentlichen dem historischen Département Leie, das 1794 während der Franzosenzeit aus dem Westteil der historischen Grafschaft Flandern gebildet wurde.

## Geographie
Der westliche und nördliche Teil der Provinz besteht hauptsächlich aus flachen Poldergebieten. Im Süden befindet sich eine Hügelzone mit dem Kemmelberg (154 m O.P.) als höchster Erhebung. Westflandern und Antwerpen sind die einzigen belgischen Provinzen, die einen direkten Zugang zur Küste (Nordsee) haben. Die Einwohner sprechen einen der westflämischen Dialekte des Niederländischen.
Die Gemeinde Comines-Warneton bildet eine von Westflandern und Frankreich umschlossene wallonische Exklave, die zur Provinz Hennegau gehört.

## Gouverneure
- 1944–1979: Baron Pierre van Outryve d’Ydewalle
- 1979: Leo Vanackere
- 1979–1997: Olivier Vanneste
- 1997–2012: Paul Breyne
- seit 2012: Carl Decaluwe

## Bezirke
Die Provinz Westflandern ist in acht Bezirke untergliedert. Diese werden auf Französisch als arrondissements und auf Niederländisch als arrondissementen bezeichnet. Manchmal wird die Bezeichnung Arrondissement auch auf Deutsch verwendet, obwohl Bezirk der amtliche Begriff ist.
| Bezirk               | Gemeinden | Einwohner 1. Januar 2024 | Fläche km² | Dichte Einw./km² | NIS- Code |
| -------------------- | --------- | ------------------------ | ---------- | ---------------- | --------- |
| Brügge               | 10        | 286.616                  | 661,29     | 433              | 31000     |
| Diksmuide            | 05        | 52.550                   | 362,42     | 145              | 32000     |
| Kortrijk             | 12        | 302.332                  | 402,87     | 750              | 34000     |
| Ostende              | 07        | 160.032                  | 291,58     | 549              | 35000     |
| Roeselare            | 08        | 159.509                  | 271,54     | 587              | 36000     |
| Tielt                | 07        | 95.620                   | 329,79     | 290              | 37000     |
| Veurne               | 05        | 61.587                   | 275,21     | 224              | 38000     |
| Ypern                | 08        | 108.129                  | 549,62     | 197              | 33000     |
| Provinz Westflandern | 62        | 1.226.375                | 3.144,32   | 390              | 30000     |

## Gemeinden Westflandern
Siehe Infobox für die Lage der Gemeinde in der Provinz.
1. Alveringem
2. Anzegem
3. Ardooie
4. Avelgem
5. Beernem
6. Blankenberge
7. Bredene
8. Brügge
9. Damme
10. De Haan
11. De Panne
12. Deerlijk
13. Dentergem
14. Diksmuide
15. Gistel
16. Harelbeke
17. Heuvelland
18. Hooglede
19. Houthulst
20. Ichtegem
21. Ieper (Ypern)
22. Ingelmunster
23. Izegem
24. Jabbeke
25. Knokke-Heist
26. Koekelare
27. Koksijde
28. Kortemark
29. Kortrijk
30. Kuurne
31. Langemark-Poelkapelle
32. Ledegem
33. Lichtervelde
34. Lendelede
35. Lo-Reninge
36. Menen
37. Mesen
38. Middelkerke
39. Moorslede
40. Nieuwpoort
41. Oostende (Ostende)
42. Oostkamp
43. Oostrozebeke
44. Oudenburg
45. Pittem
46. Poperinge
47. Roeselare
48. Spiere-Helkijn
49. Staden
50. Tielt
51. Torhout
52. Veurne
53. Vleteren
54. Waregem
55. Wervik
56. Wevelgem
57. Wielsbeke
58. Wingene
59. Zedelgem
60. Zonnebeke
61. Zuienkerke
62. Zwevegem

## Gemeinden Ostflandern
Seit dem 1. Januar 2019 besteht die Provinz Ostflandern aus 60 Gemeinden (Einwohnerzahlen am 1. Januar 2024).
1. Aalst (90.995)
2. Aalter (28.784)
3. Assenede (14.650)
4. Berlare (15.486)
5. Beveren (50.838)
6. Brakel (15.073)
7. Buggenhout (14.957)
8. Deinze (43.264)
9. Denderleeuw (21.056)
10. Dendermonde (47.185)
11. Destelbergen (19.110)
12. Eeklo (22.401)
13. Erpe-Mere (21.013)
14. Evergem (36.860)
15. Gavere (13.311)
16. Gent (269.597)
17. Geraardsbergen (34.999)
18. Haaltert (19.402)
19. Hamme (25.554)
20. Herzele (18.928)
21. Horebeke (2012)
22. Kaprijke (6660)
23. Kluisbergen (6888)
24. Kruibeke (17.072)
25. Kruisem (15.638)
26. Laarne (12.532)
27. Lebbeke (20.059)
28. Lede (19.310)
29. Lierde (6874)
30. Lievegem (26.007)
31. Lochristi (30.744)
32. Lokeren (43.554)
33. Maarkedal (6323)
34. Maldegem (24.744)
35. Merelbeke-Melle (36.773)
36. Nazareth-De Pinte (23.086)
37. Ninove (40.363)
38. Oosterzele (14.062)
39. Oudenaarde (32.702)
40. Ronse (27.356)
41. Sint-Gillis-Waas (20.144)
42. Sint-Laureins (7016)
43. Sint-Lievens-Houtem (10.687)
44. Sint-Martens-Latem (8208)
45. Sint-Niklaas (81.863)
46. Stekene (19.589)
47. Temse (31.271)
48. Waasmunster (11.296)
49. Wetteren (26.960)
50. Wichelen (12.032)
51. Wortegem-Petegem (6552)
52. Zele (21.501)
53. Zelzate (13.704)
54. Zottegem (28.085)
55. Zulte (16.095)
56. Zwalm (8340)

## Politik

### Provinzrat
- Vooruit: 6
- Groen: 2
- VLD: 2
- CD&V: 11
- N-VA: 7
- VB: 8

Nach der Wahl wurde eine Koalition aus CD&V, NVA  und OpenVLD eingegangen.
- CD&V: 11
- N-VA: 7
- VLD: 2
- VB: 8
- Vooruit: 6
- Groen: 2

- PVDA: 0
- Vooruit: 59
- Groen: 16
- VLD: 51
- CD&V: 111
- N-VA: 34
- VU: 4
- VB: 37

## Wirtschaft
Im Vergleich mit dem Bruttoinlandsprodukt der Europäischen Union (EU), ausgedrückt in Kaufkraftstandards, erreichte die Provinz im Jahr 2015 einen Index von 115 (EU-25: 100), etwas niedriger als der belgische Durchschnitt von 119 und höher als der EU-Durchschnitt.
Im Jahr 2017 betrug die Arbeitslosenquote 3,2 Prozent und war damit die niedrigste unter allen Provinzen des Landes.